# Triceratops
Triceratops (neboli „třírohá tvář“) byl rod obřího rohatého dinosaura, žijícího v období pozdní svrchní křídy na západě Severní Ameriky. Je druhým historicky popsaným (1889) rohatým dinosaurem (první byl rod Monoclonius již roku 1876); zároveň jedním z největších zástupců své skupiny. Tento velký býložravý ceratopsid spadal do tribu Triceratopsini a patří k vývojově nejvyspělejším i posledním známým zástupcům skupiny. Triceratops byl značně rozšířeným a evolučně úspěšným rodem rohatého dinosaura.

## Rozměry
Triceratops byl robustní čtyřnohý býložravec, jehož výška v nejvyšším bodě hřbetu činila až 3 m, dosahoval délky až kolem 9 metrů a jeho hmotnost činila kolem sedmi až třinácti nebo dokonce čtrnácti tun. Podle jiných odhadů dosahovali zástupci druhů T. horridus i T. prorsus délky kolem 8 metrů a hmotnosti asi 9000 kg. Jedna z největších lebek triceratopse byla v roce 2018 preparována v Kanadském muzeu přírody (exemplář s kat. ozn. CMNFV 56508). Byl tedy zároveň jedním z největších známých rohatých dinosaurů (ceratopsidů). Je však pravděpodobné, že jeho evoluční předek Eotriceratops xerinsularis, popsaný v roce 2007, byl ještě větší (délka možná až 12 metrů). Podobně jako ostatní rohatí dinosauři i Triceratops žil s velkou pravděpodobností ve stádech.
Triceratops měl také jednu z největších lebek mezi všemi rohatými dinosaury, a tím i suchozemskými obratlovci vůbec. Nejdelší potvrzený exemplář měří na délku 2,5 metru. Komerčně vykopaná lebka triceratopse z Montany má údajnou délku 2,8 metru, tento údaj ale není možné s jistotou ověřit. Delší lebku už měly pravděpodobně pouze tři dosud známé rody ceratopsidů – Titanoceratops (2,65 m), Torosaurus (2,77 m) a Eotriceratops (3,0 m).
Obřím jedincem triceratopse mohl být také původce fosilní stopy, popsané formálně jako ichnodruh Ceratopsipes goldenensis. Až 80 cm široká stopa byla popsána roku 1995 ze sedimentů souvrství Laramie v Coloradu a mohla patřit velkému jedinci o délce až 12 metrů a hmotnosti přes 12 tun.

## Paleobiologie
Na obličejové části měl tři rohy dlouhé přes jeden metr. Výrazný týlní štít tvořila pevná kost, která možná sloužila k obraně před predátory nebo také jako ozdoba důležitá při sexuálním ceremoniálu. Týlní štít je ojedinělý i mezi rohatými dinosaury – je celistvý, zatímco jiné druhy měly často štíty s dvěma otvory uprostřed. Měl také jednu z největších lebek ze všech známých dinosaurů, velkou asi jako čtvrtina jeho těla (délka až 2,4 metru). Převážnou část lebky triceratopse však tvořil prázdný prostor, který sloužil jako ochranná vrstva mozku při nárazech. Jedna strana zubů měla měkčí sklovinu, takže se při žvýkání opotřebovávala rychleji a chrup zůstával neustále ostrý. V roce 2002 byla objevena nádherně zachovaná fosilie triceratopse ve Wyomingu. Podle otisků kůže mohl být tento dinosaurus vybaven velkými štítky s vystupujícími ostny. Hlava triceratopsů s dlouhými nadočnicovými rohy byla velmi dobře vyvážena a mohla sloužit jako prostředek aktivní obrany před útoky velkých predátorů, zejména druhu T. rex. Triceratops mohl na dotírajícího teropoda útočit z rozběhu se skloněnou hlavou.

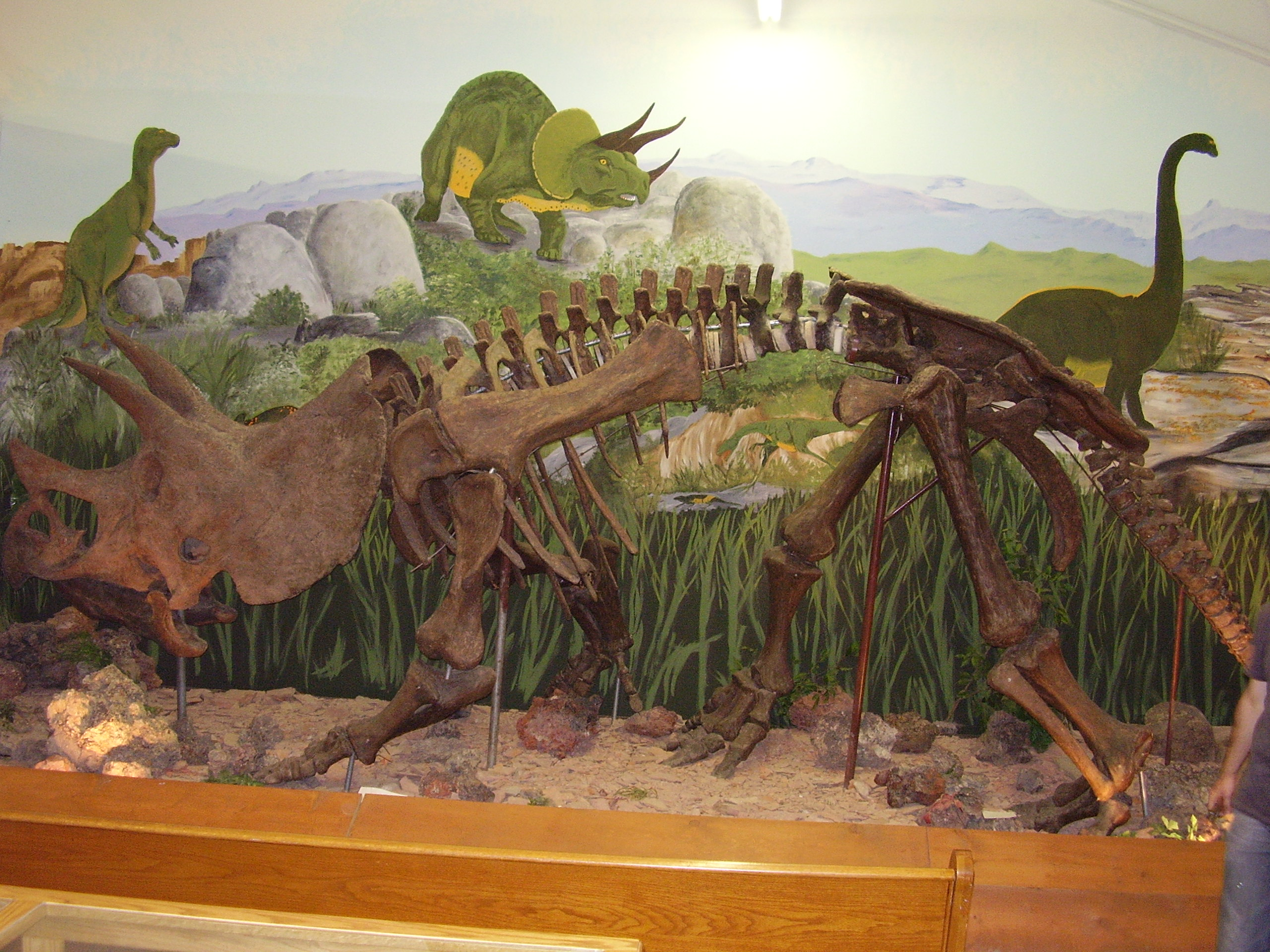
Zastaralá rekonstrukce kostry a vzezření triceratopse (Garfield County Museum, Montana).

Výzkum mozkovny triceratopse ukázal, že hlavu držel pravděpodobně pod úhlem 45°, což mu umožňovalo využívat svých rohů pro obranu i zastrašování potenciálních predátorů a rivalů. Snížená byla u něho zřejmě schopnost čichu a některých reflexů, naopak výborně triceratops vnímal zvuky o nízké frekvenci.
Rychlost pohybu triceratopsů je jen obtížně odhadnutelná. Podle vědecké studie, publikované v roce 2017, dokázal dospělý jedinec triceratopse o hmotnosti 8478 kg běžet rychlostí až 24,4 km/h.
Někteří paleontologové se domnívají, že rod Torosaurus je ve skutečnosti jen dospělým exemplářem rodu Triceratops, tato hypotéza však již dnes není většinou uznávána. Samostatnost rodu Torosaurus podporuje i odborná práce o kanadských exemplářích tohoto taxonu, publikovaná v roce 2022.
Mozek byl u tohoto velkého rohatého dinosaura relativně malý, vážil dle většiny odhadů, založených na obrazech a modelech z počítačové tomografie, pouze kolem 72 gramů. Koncový mozek tohoto ceratopsida pak obsahoval dle odhadu z roku 2022 asi 172 milionů nervových buněk (neuronů), což je jen přibližně polovina telencefalických neuronů u současného jihoamerického hlodavce kapybary.

## Geografie a početnost
Triceratops žil až na samém konci druhohor (asi před 68 až 66 miliony let) na severozápadním území dnešních Spojených států amerických (zejména státy Montana, Jižní Dakota a Wyoming). Tento rod je často spojován s rodem Tyrannosaurus, který ho podle některých deformací na fosiliích (otisk zubů na pánevních kostech apod.) prokazatelně lovil nebo pojídal jeho zdechliny. Triceratopsové byli na konci křídy velmi početným rodem a například v rámci souvrství Hell Creek na území dnešní východní Montany byli nejpočetnějším rodem dinosaurů vůbec (a to před rodem Tyrannosaurus a Edmontosaurus). Velmi početný byl také v ekosystémech souvrství Lance. Nejstarší fosilie tohoto rodu pocházejí ze sedimentů souvrství Laramie o stáří přes 68 milionů let. Triceratops vyhynul společně s ostatními neptačími dinosaury na samotném konci křídové periody, asi před 66 miliony let, a patří tak k vůbec posledním druhohorním dinosaurům. Velmi vzácně jsou objevovány také hromadné nálezy (tzv. bonebeds) triceratopsů, například v roce 2005 byli takto objeveni tři jedinci v souvrství Hell Creek v Montaně.
V roce 1933 popsal paleontolog Barnum Brown další domnělý druh rodu Triceratops, T. maximus. Jméno odpovídá značné velikosti fosilií, kterými jsou dorzální obratle. Je ale pravděpodobné, že se jedná pouze o velmi velký a odrostlý exemplář jednoho ze dvou známých vědecky platných druhů (T. horridus nebo T. prorsus).
Hromadný nález fosilií několika jedinců triceratopse ve Wyomingu z roku 2013 dokládá, že alespoň v některých případech nebo fázích života se tito obří býložraví dinosauři sdružovali do skupin, pravděpodobně pak i do větších stád. Na jediné lokalitě bylo objeveno asi 1200 fosilních fragmentů přinejmenším pěti jedinců triceratopse, kteří zde před 67 miliony let pravděpodobně zahynuli v jakési bažině.

## Zajímavosti
- V dubnu roku 2008 byla dražena kostra tohoto rohatého dinosaura v aukční síni Christie's v Paříži. Vyvolávací cena činila přes 700 000 dolarů, žádný zájemce se však nakonec nepřihlásil.[23] V roce 1994 byl tento populární dinosaurus zvolen státním dinosaurem Wyomingu. Je také oficiální státní fosilií Jižní Dakoty.[24]
- V roce 1997 byla v Montaně objevena unikátně zachovaná lebka a další fosílie mláděte triceratopse. Bylo asi jen rok staré a dlouhé kolem jednoho metru. Samotná lebka měřila asi 30 centimetrů a vykazuje četné juvenilní znaky.[25]
- V roce 2010 byla publikována vědecká studie amerických vědců, jejíž závěr naznačuje, že také rohatý dinosaurus známý dosud jako Torosaurus mohl být ve skutečnosti zástupcem plně dospělého triceratopse.[26][27]
- Vzácně je objevována také zkamenělá kůže triceratopse, která naznačuje, že zaživa byl pokryt velkými oválními štítky v podobě oblázků a na hřbetě měl možná malé trny.[28] Jeho trup pak pokrývala série hexagonálních tuberkul, které vytvářely nápadný vzor. Exemplář zvaný "Lane" byl objeven roku 2002 ve Wyomingu a ještě nebyl vědecky popsán.[29][30] Také na paleontologické lokalitě Tanis byla objevena fosilizovaná kůže triceratopse a menšího ornitopodního dinosaura (možná rodu Thescelosaurus).[31]

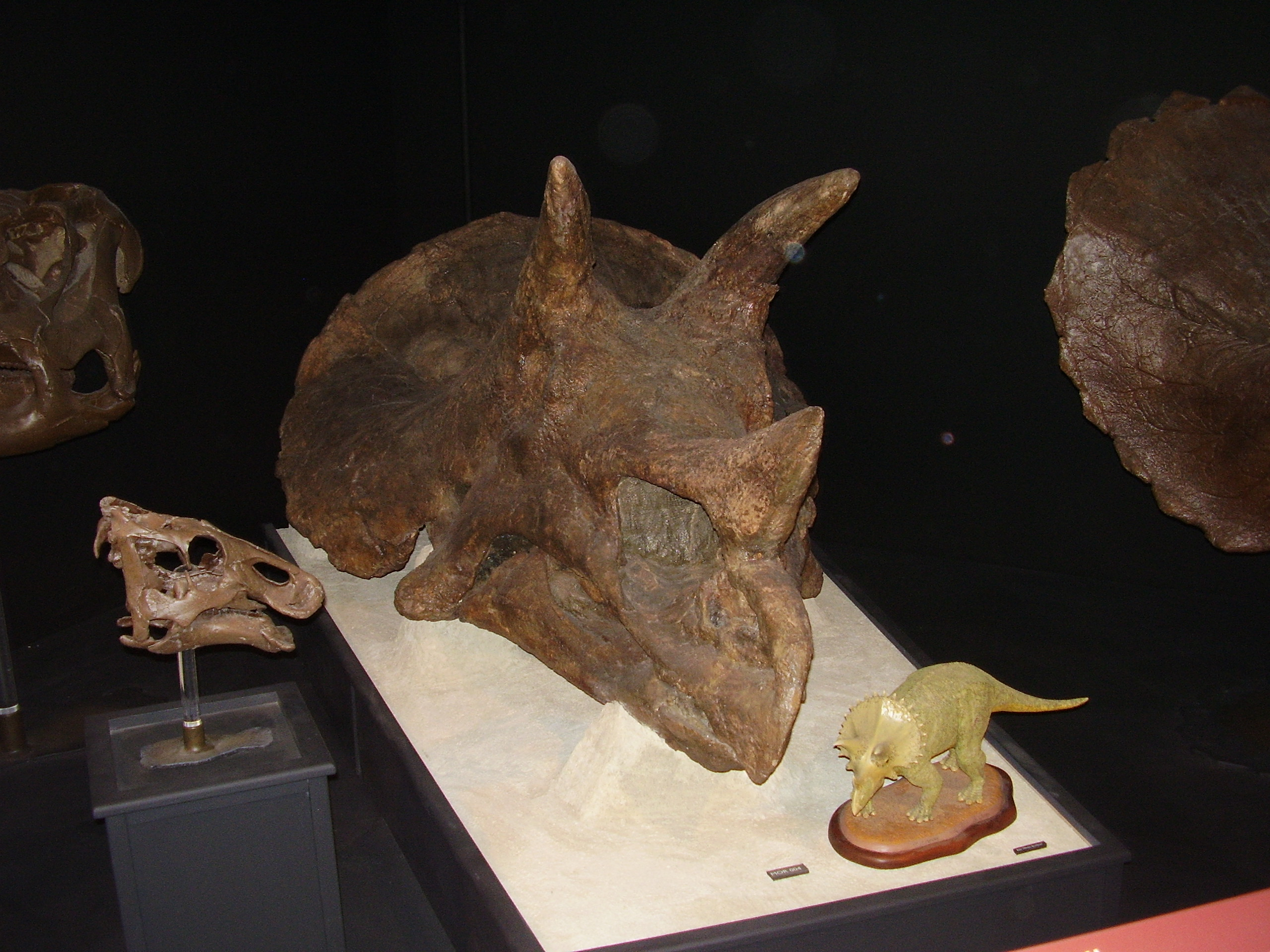
Lebka ceratopsida triceratopse v expozici Museum of the Rockies (Bozeman, Montana).

- Vědecká studie z roku 2014 prokázala, že geologicky mladší Triceratops prorsus je evolučním potomkem druhu Triceratops horridus.[32]
- Zůstává velkou otázkou, jaké tvary měly rohy živých triceratopsů. Na základě srovnání s rohy současných kopytníků mohl být jejich tvar značně odlišný od kostěného základu, který se nám ve fosilním stavu dochoval.[33]
- V souvrství Hell Creek byla objevena fosilie fragmentu nadočnicového rohu triceratopse, která nese jasné stopy po skusu čelistí teropoda druhu Tyrannosaurus rex. Kost se dvěma otvory po zubech dravce se později zhojila a útok dravého dinosaura tak tento jedinec triceratopse přežil. Jde tak o jeden z pádných důkazů o přímé interakci mezi oběma druhy dinosaurů.[34]
- Na lebce triceratopse z Kanadského muzea přírody byly koncem roku 2018 objeveny první fosilní otisky kůže na lebečním "límci".[35]
- Koncem roku 2019 byla publikována studie, popisující exemplář triceratopse se silně zraněným ocasem, který byl téměř přelomen a silně mechanicky poškozen v místě několika kaudálních obratlů. Příčina tohoto zranění není známá, mohlo jít o následek predace, zranění v souboji či panického útěku stáda (nebo i z jiné příčiny).[36]
- Rody Agathaumas a Polyonax, popsané paleontologem E. D. Copem v roce 1872 a 1874 resp., jsou velmi pravděpodobně založeny na fosilním materiálu triceratopse.
- Ve fosiliích jednoho dobře zachovaného exempláře triceratopse byly objeveny stopy po krevních sraženinách, osteocytech, nervových vláknech a dalších "měkkých" tkáních.[37]
- Fosilie triceratopsů patří k posledním známým pozůstatkům dinosaurů (mimo ptáky), jeden fragment nadočnicového rohu byl objeven v sedimentu souvrství Hell Creek pouhých 13 centimetrů pod jílovou vrstvou obohacenou iridiem z dopadu planetky na konci křídy. Původce této fosilie tak žil řádově snad jen několik tisíciletí před katastrofou na konci křídy.[38]
- Výjimečně dochází také k objevu většího množství exemplářů triceratopsů pohromadě v tzv. lůžcích kostí (bonebeds). Jedním z nich je unikátní nález ze sedimentů geologického souvrství Lance na území Wyomingu.[39]

## V populární kultuře
Triceratops je jedním z ikonických dinosaurů, proto bývá často zpodobňován. Objevuje se již v románu Ztracený svět z roku 1912 a ve filmech. Významnou úlohu měl také v knize a filmu Jurský park. Objevil se již v prvním dílu fiktivně-dokumentárního seriálu Prehistorický park. Triceratops se štětinami na těle (dle moderního pohledu) se objevuje také v knize Poslední dny dinosaurů.